# Orżewka (obwód tambowski)
Orżewka (ros. Оржевка) – wieś (sieło) w Rosji, w obwodzie tambowskim, w rejonie umiockim. W 2010 liczyła 458 mieszkańców.